# Pinheiro (Oliveira de Frades)
Pinheiro es una freguesia portuguesa del concelho de Oliveira de Frades, con 22,25 km² de superficie y 1.369 habitantes (2001). Su densidad de población es de 61,5 hab/km².